# Corrales de Duero
Corrales de Duero ist ein nordspanisches Dorf und eine Gemeinde (municipio) mit 105 Einwohnern (Stand: 2024) in der Provinz Valladolid in der autonomen Region Kastilien-León. 

## Lage
Corrales de Duero liegt in der kastilischen Hochebene in einer Höhe von etwa 805 m. Die Provinzhauptstadt Valladolid befindet sich gut 55 Kilometer (Fahrtstrecke) westlich. Das Klima im Winter ist durchaus kalt, im Sommer dagegen warm bis heiß; die spärlichen Regenfälle (ca. 540 mm/Jahr) fallen verteilt übers ganze Jahr.

## Bevölkerungsentwicklung
| Jahr      | 1970 | 1981 | 1991 | 2001 | 2011 | 2021 |
| Einwohner | 266  | 216  | 169  | 137  | 103  | 109  |

## Sehenswürdigkeiten
- Kirche Mariä Himmelfahrt

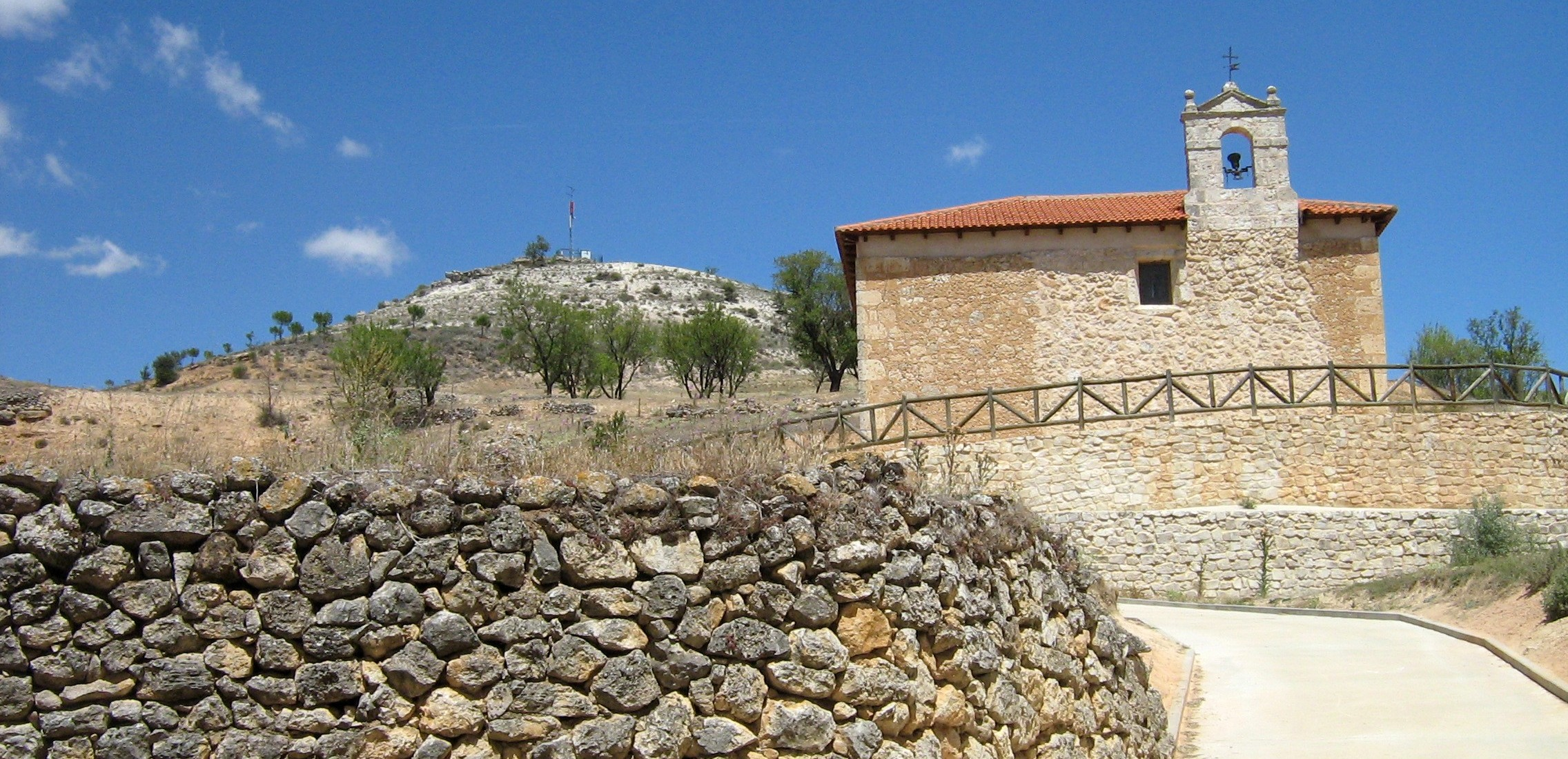
Antoniuskapelle

- Antoniuskapelle